# Trasduzione genetica

Trasduzione

La trasduzione batterica consiste nel passaggio del DNA di un batterio ad un altro tramite un fago. Questo processo permette il passaggio di materiale genetico da una cellula ad un'altra; è quindi uno dei meccanismi di ricombinazione genetica dei batteri (insieme alla coniugazione batterica e alla trasformazione batterica), ma anche del fenomeno del trasferimento orizzontale dei geni.
La trasduzione è stata scoperta per la prima volta dagli scienziati Morton Zinder e Joshua Lederberg nell'Università del Wisconsin-Madison, nel 1952.
La trasduzione avviene perché durante il  ciclo litico vi è un errore nel meccanismo replicativo dei batteriofago, che porta all'inglobamento, nelle particelle virali, di porzioni di genoma batterico. In seguito a questo errore si verranno a produrre particelle virali in grado di infettare altre cellule (ovvero mantengono la loro capacità batteriofaga), le quali possederanno al proprio interno sia genoma virale che genoma batterico, oppure parte di DNA batterico e virale.

## Esperimenti
ESPERIMENTO LEDERBERG-ZINDER:
La scoperta venne fatta utilizzando due ceppi di salmonella: LA-2 (auxotrofe per metionina e istidina) e LA-22 (auxotrofe per fenilalanina e triptofano e tirosina).
Coltivati separatamente in terreno liquido completo e successivamente piastrati su terreno minimo, i ceppi non sviluppavano colonie.
Riutilizzando lo stesso procedimento ma tenendo le colonie insieme, il risultato cambiava: si ottenevano colonie prototrofe con frequenza di 1⋅10−5.
Con l'esperimento del tubo ad "U", presentante una membrana semipermeabile nel mezzo, misero nel braccio sinistro il ceppo LA-2 e nel braccio destro il ceppo LA-22. Prelevarono un'aliquota dal braccio sinistro e la piastrarono su terreno minimo non rilevando colonie; operando allo stesso modo con le colonie del braccio dx riscontrarono una crescita. A questo punto sostituirono il setto poroso del tubo ed osservarono che la crescita avveniva fino a che il diametro dei pori permetteva il passaggio dei virus. Osservando il ceppo LA-22 videro al loro interno un virus integrato nel cromosoma batterico, probabilmente l'elemento mediante il trasferimento.

## Trasduzione generalizzata
In seguito a infezione di una cellula batterica, il virus provoca la rottura del materiale genetico della cellula stessa e sfrutta i suoi componenti (i ribosomi, talvolta le polimerasi) per produrre molte copie di sé. Al termine di questo processo, detto ciclo litico, alcuni frammenti di DNA del batterio possono finire nel capside delle nuove particelle fagiche in assemblaggio. Quali e quanti frammenti possono inserirsi è casuale (da questo il nome generalizzata). L'unico limite è la dimensione del capside. I virioni con DNA virale e batterico escono dalla cellula dopo averne provocato la lisi; in caso di successiva infezione di questi fagi il DNA in essi contenuto (il DNA del batterio precedente detto frammento trasducente) sarà iniettato in un'altra cellula.
Il frammento di DNA trasdotto, una volta penetrato nel batterio ricevente, può essere incorporato nel cromosoma mediante due o più crossing-over (sempre comunque in numero pari), sostituendosi così ad una parte del genoma del batterio ricevente.

## Trasduzione specializzata
Quando un virus attacca una cellula batterica, il suo DNA può inserirsi nel cromosoma diventando così in grado di duplicarsi con esso. Questa condizione viene detta lisogenia e il batterio è detto lisogenico.
Il DNA virale può, in seguito a determinati stimoli, fuoriuscire dal cromosoma: in alcuni casi l'uscita non è precisa e il frammento che si stacca può portare con sé anche parte del cromosoma del batterio. Visto che molti virus si inseriscono sempre in loci ben definiti sul cromosoma, in questi casi trascineranno con loro sempre gli stessi geni, quelli adiacenti al sito di inserimento. Al termine del ciclo lisogenico si formeranno nuove particelle virali ed alcune di esse avranno questo DNA "misto": questo DNA virale con l'aggiunta dei geni batterici, potrà essere inserito in punti specifici detti "regioni di omologia" di altri batteri in caso di successiva infezione dei fagi.